# Roca Roja (Josa i Tuixén)
La Roca Roja és una muntanya de 2.039 metres que es troba al municipi de Josa i Tuixén, a la comarca de l'Alt Urgell.